# Life Begins with Love
Life Begins with Love (bra: O Coração Manda ou A Vida Começa com Amor) é um filme norte-americano de 1937, do gênero drama romântico, dirigido por Ray McCarey, com roteiro de Thomas Mitchell, Brown Holmes e Dorothy Bennett e atuação de Jean Parker, Douglass Montgomery e Edith Fellows.